# Classe Lütjens
La classe Lütjens è stata costruita nel cantiere Bath Iron Works del Maine negli Stati Uniti con delle modifiche, fatte su richiesta tedesca, rispetto alla classe Charles F. Adams:
- Maggior numero di antenne ed un radar di dimensioni più grandi, con un secondo albero montato a poppavia dietro il fumaiolo
- Differente forma del fumaiolo resa necessaria dalle nuove antenne e dalla posizione del radar
- Lanciamissili Mk 13 come standard, reputato migliore del più pesante Mk 22

immagini dell'armamento
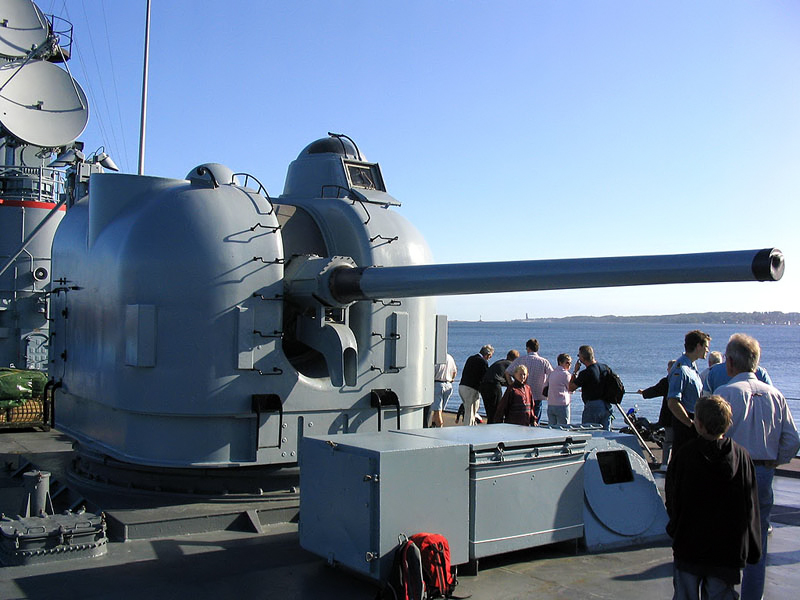
Il cannone da 127mm delle Lütjens
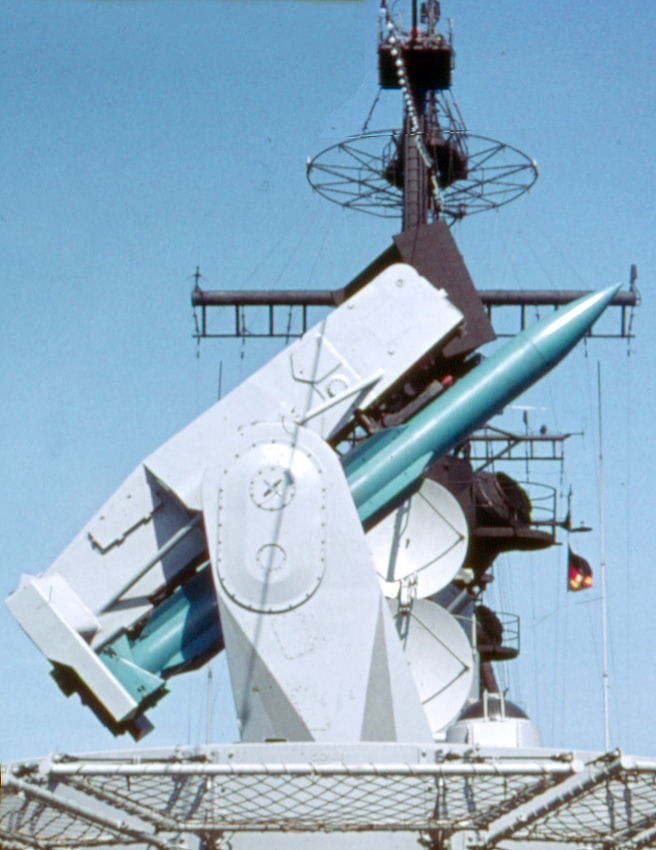
Il lanciamissili MK13

Le navi, dopo aver convertito negli anni settanta i bruciatori delle caldaie da nafta a gasolio ed aver riammodernato e computerizzate la centrale di tiro del missili Tartar hanno subito ulteriori ammodernamenti negli anni ottanta, quando sono state riammodernate e totalmente computerizzate anche le centrali di tiro dei cannoni e negli anni novanta quando sono state equipaggiate con missili RAM. Quest'ultimo ha finalmente fornito un sistema di protezione antimissile ravvicinato. Le navi di questa classe sono state per decenni l'unica risorsa della marina tedesca in termini di difesa d'area, essendo le altre navi equipaggiate con il più limitato sistema NATO Sea Sparrow. La loro sostituzione è finalmente avvenuta con le fregate F-124 Sachsen, equipaggiate con lanciamissili Mk 41 VLS e radar di nuova generazione. Con la loro messa in disarmo per la marina tedesca è finita l'era della propulsione a vapore.

## Unità
| Matricola | Nome    | Consegna          | Radiazione        | Destini finale                                            |
| --------- | ------- | ----------------- | ----------------- | --------------------------------------------------------- |
| D185      | Lütjens | 22 marzo 1969     | 18 dicembre 2003  | Demolito in Turchia nel 2012                              |
| D186      | Mölders | 20 settembre 1969 | 28 maggio 2003    | Ceduto al museo navale di Wilhelmshaven                   |
| D187      | Rommel  | 20 maggio 1970    | 30 settembre 1998 | Cannibalizzato per ricambi e demolito in Turchia nel 2004 |